# Acalypha wilmsii
Acalypha wilmsii é uma espécie de flor do gênero Acalypha, pertencente à família Euphorbiaceae.